# The Swan Girl
The Swan Girl è un cortometraggio muto del 1913 scritto, diretto e interpretato da Ralph Ince.

## Produzione
Il film fu prodotto dalla Vitagraph Company of America.

## Distribuzione
Distribuito dalla General Film Company, il film - un cortometraggio in una bobina - uscì nelle sale cinematografiche statunitensi il 4 dicembre 1913.